# المبنى (أفلح الشام)

تعديل مصدري - تعديل

المبنى هي إحدى قرى عزلة بني حفيظ والمكارمة بمديرية أفلح الشام التابعة لمحافظة حجة، بلغ تعداد سكانها 226 نسمة حسب تعداد اليمن لعام 2004.